# Giacomo Rizzolatti

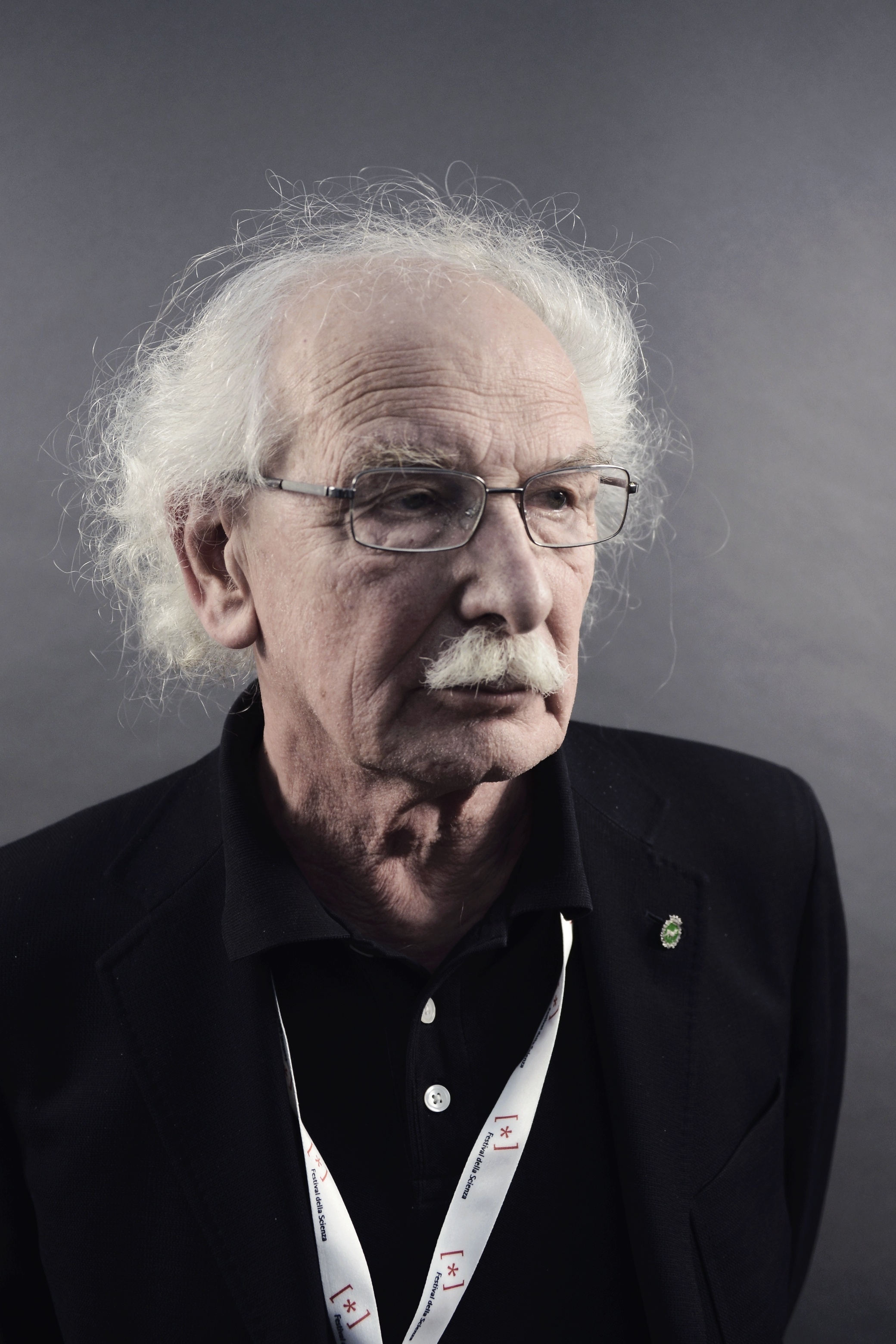
Giacomo Rizzolatti (2012)

Giacomo Rizzolatti (Kiev, 28 april 1937) is een Italiaans neurofysioloog sinds 1975 als hoogleraar verbonden aan de Universiteit van Parma (UNIPR).
Hij studeerde in 1961 af als doctor in de geneeskunde aan de Universiteit van Padua waar hij zich verder ook specialiseerde in de neurologie.
Hij is met Vittorio Gallese de ontdekker van spiegelneuronen. Hun onderzoek, na observatie van makaken wordt beschouwd als een mijlpaal in de neurowetenschap.
Sinds 1989 is hij lid van de Academia Europaea. Hij is ook een buitenlands lid van de Franse Académie des Sciences. In 2002 werd hij departementshoofd neurowetenschap aan zijn universiteit.
In 2007 ontving hij de Grawemeyer Award van de University of Louisville. Hij ontving eerder ook de Premi Golgi van de Accademia dei Lincei in 1982, de George Miller Award van de Cognitive Neuroscience Society in 1999, de Premi Antonio Feltrinelli per la Medicina van de Accademia dei Lincei in 2000 en de Premi Herlitzka van de Accademia delle Scienze di Torino in 2005. Op 2 februari 2010 ontving hij een eredoctoraat van de Katholieke Universiteit Leuven.
- Bibliothèque nationale de France: cb137470756 (data)
- CiNii: DA16590173
- Gemeinsame Normdatei: 136290760
- International Standard Name Identifier: 0000 0001 1628 7147
- Library of Congress Control Number: nb2001001461
- Bibliotheek van het Japanse parlement: 01166370
- Nationale Bibliotheek van Israël: 987007433430005171
- Nederlandse Thesaurus van Auteursnamen: 212958534
- Istituto Centrale per il Catalogo Unico: CFIV049375
- Système universitaire de documentation: 061677671
- Virtual International Authority File: 42019907
- WorldCat: E39PBJjhwgvDrh7tx9gT9tGJXd